# Madagaskar na Letnich Igrzyskach Olimpijskich 1968
Madagaskar na Letnich Igrzyskach Olimpijskich 1968 reprezentowało 4 zawodników. Był to 2. start reprezentacji Madagaskaru na letnich igrzyskach olimpijskich.

## Skład kadry

### Kolarstwo
Mężczyźni
- Solo Razafinarivo - wyścig indywidualny ze startu wspólnego - nie ukończył

### Lekkoatletyka
Mężczyźni
- Jean-Louis Ravelomanantsoa

100 metrów - 8. miejsce
200 metrów - odpadł w eliminacjach
- Fernand Tovondray

110 metrów przez płotki - odpadł w eliminacjach
Skok wzwyż - 30. miejsce
- Dominique Rakotorahalahy - dziesięciobój - nie ukończył